# Papa Roach
Papa Roach (P Roach) is een alternatieve-rock- en alternatieve-metalband, opgericht in 1993 in het stadje Vacaville in Noord-Californië. Bestaande uit Jacoby Shaddix als zanger, Jerry Horton als gitarist, Tobin Esperance als bassist en Dave Buckner als drummer (Buckner werd in 2008 vervangen door drummer Tony Palermo). Hun naam komt van de stiefgrootvader van Jacoby, Howard William Roatch. Deze werd namelijk "Papa" genoemd en had als achternaam "Roatch". Roatch pleegde in 2006 zelfmoord waarop de band hem eerde op hun album The Paramour Sessions.

## Historie

### Beginjaren en eerste albums 1994-2001
In 1994 kwam hun eerste ep uit getiteld Potatoes for Christmas. Hun werk op deze plaat klinkt heel anders dan hun nieuwere werken. Er zitten wat meer vreemde en funky elementen in met als bekendste nummer: "I Love Babies". Dit album is zonder de toestemming van de leden van Papa Roach uitgebracht. De ep werd opgenomen zonder hun drummer Dave Buckner die op dat moment kunst studeerde in Seattle. Zijn vervanger voor de ep was Ryan Brown.
In 1995 volgde de ep Caca Bonita waarbij Buckner weer aanwezig was. De originele bassist Will James werd vervangen door roadie Tobin Esperance. In 1997 kwam hun eerste "full-length" album Old Friends from Young Years uit, die voor $ 700 is opgenomen in een kleine studio in Pittsburg, Californië. De nummers klinken depressief en gaan over drugs ("829"), huiselijk geweld ("Liquid Diet") en andere persoonlijke problemen. Een tour volgde waarin ze onder meer speelden als voorprogramma voor Incubus, Powerman 5000, Hed PE, Snot, Far en Static-X.
Hierna volgden de twee ep's 5 Tracks Deep (1998) en Let 'Em Know (1999). Hierop staan nummers die terug zijn te vinden op de latere albums van Papa Roach. Een bekend voorbeeld daarvan is "Revenge" dat enige hiphop invloeden vertoont, die ook heel duidelijk aanwezig zijn op het daaropvolgende album Infest (2000). Dit album werd de doorbraak voor Papa Roach. Het werd uitgebracht op het hoogtepunt van de nu-metal hype met andere bands als Limp Bizkit en KoЯn. Het album is net als Old Friends from Young Years een album dat onderwerpen als zelfmoord ("Last Resort") en drankverslaving ("Binge") beschrijft. Op het album wordt zang afgewisseld met rap.
Het album werd een succes en in de eerste maand van verkoop meer dan 30.000 keer verkocht. Na de opname van de video voor "Last Resort" toerde ze met de Vans Warped Tour. In 2001 stonden ze op het hoofdpodium van Ozzfest in de Verenigde Staten en Groot-Brittannië.

### Nieuw geluid en succes 2002-2007
Na een lange reeks van toeren kwam in 2002 het volgende album genaamd Lovehatetragedy uit. Op dit album is minder rap te horen en is de band overgegaan op een meer melodieus geluid. Het album verkocht vijf keer minder dan voorganger Infest, maar het bereikte wel een hogere notering in de Verenigde Staten. Het werd meer dan 500.000 keer verkocht en werd goud.
In 2004 kwam Getting Away with Murder uit. Op dit album is rap niet meer aanwezig. De video van de gelijknamige single werd opgenomen op de beursvloer in New York. Na de opname werd begonnen met een kleine clubtour als warm-up voor de tour voor het nieuwe album. De fans bekritiseerden het album vanwege de zachtere alternatieve rock sound. Het album werd platina nadat meer dan één miljoen stuks verkocht werden, mede dankzij het succes van de tweede single "Scars". In 2005 kwam hun eerste video album uit getiteld Papa Roach: Live & Murderous in Chicago.
In 2006 kwam The Paramour Sessions uit. Dit album werd geheel opgenomen in "The Paramour Mansion" in Hollywood, LA. De bandleden leefden zolang in het huis bij elkaar tot het album klaar was. Op dit album is net als op Getting Away With Murder bijna geen rap aanwezig, enkel in het nummer "...To Be Loved" zit een beetje rap verwerkt, en is tevens de eerste single van het album.

### Vertrek van Dave Buckner en Metamorphosis 2008-heden
In februari 2008 heeft de groep laten weten dat drummer Dave Buckner tijdelijk geen deel zal uitmaken van de groep. Hij bleef wel bevriend met de andere bandleden, maar kampte met drank- en drugsproblemen en heeft besloten om van "the road" af te blijven aangezien dit "geen goede plaats is om af te kicken". De drummer van Unwritten Law, Tony Palermo werd gevraagd om te drummen voor de tour en het nieuwe album en is nu gevraagd als hun fulltime drummer.
In een interview in 2008 met een radiostation in Ohio, Verenigde Staten, verklaarde Jacoby dat de band bezig was met de opnames voor het volgende album, wat de naam Days of War, Nights of Love zou krijgen. Later werd dit aangepast naar Metamorphosis.
In april 2008 werd bekend dat Papa Roach naast bands als Buckcherry, Sixx:A.M. en Trapt zou gaan toeren met Mötley Crüe's Crüe Fest. Tijdens deze tour drumde Tony Palermo ook voor Sixx:A.M. aangezien de band geen drummer had. Ze hadden zich niet voorbereid om te gaan toeren.
De tour erna ging samen met Seether, Staind en Red. Op 26 oktober 2009 kwam de video voor de eerste single, "Hollywood Whore" uit, waarna de singles "Lifeline" en "I Almost Told You That I Loved You" volgden. 31 augustus 2010, kwam Papa Roach met een nieuwe live-album Time for Annihilation.

## Bezetting
- Jacoby Shaddix - zang
- Jerry Horton - gitaar, achtergrondzang
- Tobin Esperance - basgitaar, achtergrondzang
- Tony Palermo - drums, percussie

Voormalige bandleden
- Dave Buckner - drums, percussie (1993-2008)

Voormalige sessieleden
- Ben Luther - trombonist die vervangen werd door Jerry Horton in 1993
- Will James - bassist die speelde op Potatoes for Christmas en Casa Bonita, vervangen door Tobin Esperance in 1996
- Ryan Brown - drummer die tijdelijk inviel voor Dave Buckner in 1994 voor de opnames voor Potatoes for Christmas
- Mike Doherty - tweede gitarist tijdens de Lovehatetragedy tour in 2002

## Discografie

### Albums
| Album met eventuele hitnotering(en) in de Nederlandse Album Top 100 | Datum van verschijnen | Datum van binnenkomst | Hoogste positie | Aantal weken | Opmerkingen   |
| ------------------------------------------------------------------- | --------------------- | --------------------- | --------------- | ------------ | ------------- |
| Infest                                                              | 25-04-2000            | 4-11-2000             | 47              | 30           | Goud          |
| Lovehatetragedy                                                     | 18-06-2002            | 29-6-2002             | 21              | 10           |               |
| Getting Away With Murder                                            | 27-08-2004            | 4-9-2004              | 38              | 4            |               |
| The Paramour Sessions                                               | 12-09-2006            | 21-10-2006            | 86              | 1            |               |
| Metamorphosis                                                       | 20-03-2009            | 24-03-2009            | 86              | 1            |               |
| ...To Be Loved: The Best of Papa Roach                              | 25-06-2010            | -                     | -               | -            | Verzamelalbum |
| Time for Annihilation - On The Record & On The Road                 | 27-08-2010            | -                     | -               | -            | Livealbum     |
| The Connection                                                      | 28-09-2012            | 06-10-2012            | 83              | 1            |               |
| F.E.A.R                                                             | 27-01-2015            | 31-01-2015            | 32              | 1            |               |
| Crooked Teeth                                                       | 19-05-2017            | -                     | -               | -            |               |
| Who Do You Trust?                                                   | 18-01-2019            | -                     | -               | -            |               |

### Singles
| Single(s) met eventuele hitnoteringen in de Nederlandse Top 40 | Datum van verschijnen | Datum van binnenkomst | Hoogste positie | Aantal weken | Opmerkingen |
| -------------------------------------------------------------- | --------------------- | --------------------- | --------------- | ------------ | ----------- |
| Last Resort                                                    | 18-09-2000            | 04-11-2000            | 32              | 13           | -           |
| Broken Home                                                    | 30-01-2001            | -                     | -               | -            | -           |
| She Loves Me Not                                               | 04-06-2002            | 15-06-2002            | 62              | 3            | -           |
| Getting Away With Murder                                       | 31-07-2004            | 04-09-2004            | 89              | 4            | -           |

### Dvd's
- Live & Murderous in Chicago (2005)
- To Be Loved, The Best Of 2010 (2010)

## Gastoptredens
- In het nummer "Anxiety" van The Black Eyed Peas op het album Elephunk
- In het nummer "Don't look back" van N*E*R*D op de soundtrack van de film Biker Boyz
- In het computerspel FlatOut 2 werd het nummer "Not Listening" gebruikt als achtergrondmuziek
- In het computerspel Tony Hawk's Pro Skater 2 werd het nummer "Blood Brothers" gebruikt als achtergrondmuziek
- In de film Queen Of The Damned wordt "Dead Cell" als soundtrack gebruikt.
- In de film Chronicles of Riddick wordt "Getting Away With Murder" gebruikt bij de aftiteling.
- In de film The One wordt "Blood Brothers" gebruikt tijdens een van de laatste vechtsscènes.

## Hitlijsten

### De Zwaarste Lijst
| Nummer      | '09* | '10* | '11* | '12* | '13 | '14 | '15 | '16 | '17 | '18 | '19 | '20 | '21 | '22 | '23 | '24 | '25 |
| ----------- | ---- | ---- | ---- | ---- | --- | --- | --- | --- | --- | --- | --- | --- | --- | --- | --- | --- | --- |
| Last Resort | 51   | 50   | 36   | 56   | 42  | 46  | 43  | -   | 62  | 54  | 66  | 64  | -   | -   | 63  | -   | -   |

- Tot 2012 had de Zwaarste Lijst 70 plaatsen. Dit werd vanaf 2013 verminderd tot 66. In 2021 en 2022 bevatte de lijst 666 plaatsen.